# Agria
Agria (gr. Αγριά) – nadmorska miejscowość w Grecji, w administracji zdecentralizowanej Tesalia-Grecja Środkowa, w regionie Tesalia, w jednostce regionalnej Magnezja, w gminie Wolos, w odległości ok. 7 km od miasta Wolos. W 2011 roku liczyła 5191 mieszkańców. Miejsce narodzin Vangelisa, twórcy muzyki elektronicznej.